# Rewolucyjny Sztab Polowy do Walki z Kontrrewolucją
Rewolucyjny Sztab Polowy do Walki z Kontrrewolucją – został zorganizowany 23 listopada 1917. Podlegał bezpośrednio pod Kolegium Komisarzy Ludowych Spraw Wojskowych.